# Енадж (дегестан)
Енадж (перс. اناج) — дегестан в Ірані, у бахші Каре-Чай, в шагрестані Хондаб остану Марказі.

## Населені пункти
До складу дегестану входять такі населені пункти:
- Аббасабад-е Мукуфе
- Ґуше-є Олья
- Ґуше-є Софла
- Енадж
- Калье-є Азрадж
- Каркан
- Куре-Зар
- Манізан
- Мегр-е Олья
- Мегр-е Софла
- Мовак
- Сагмабад
- Санаворд